# Distretto di Ušačy
Il distretto di Ušačy (in bielorusso Ушацкі раён?) è un distretto (raën) della Bielorussia appartenente alla regione di Vicebsk.